# فرودگاه فلایینگ کا بار جی رانچ
فرودگاه فلایینگ کا بار جی رانچ (به انگلیسی: Flying K Bar J Ranch Airport) یک فرودگاه خصوصی است که یک باند فرود چمن دارد و طول باند آن ۴۴۱ متر است. این فرودگاه در کشور ایالات متحده آمریکا قرار دارد و در ارتفاع ۱۹۳ متری از سطح دریا واقع شده است.